# Марне (Холштајн)
Марне (њем. Marne) град је у њемачкој савезној држави Шлезвиг-Холштајн. Једно је од 115 општинских средишта округа Дитмаршен. Према процјени из 2010. у граду је живјело 5.945 становника. Посједује регионалну шифру (AGS) 1051072, NUTS (DEF06) и LOCODE (DE MAE) код.

## Географски и демографски подаци
Марне се налази у савезној држави Шлезвиг-Холштајн у округу Дитмаршен. Град се налази на надморској висини од 2 метра. Површина општине износи 4,8 km². У самом граду је, према процјени из 2010. године, живјело 5.945 становника. Просјечна густина становништва износи 1.231 становник/km².